# Stelis nigriventris
Stelis nigriventris är en biart som beskrevs av Timberlake 1941. Stelis nigriventris ingår i släktet pansarbin, och familjen buksamlarbin. Inga underarter finns listade i Catalogue of Life.